# Torocca munda
Torocca munda är en tvåvingeart som först beskrevs av Walker 1856.  Torocca munda ingår i släktet Torocca och familjen parasitflugor. Inga underarter finns listade i Catalogue of Life.